# Transzcendens számok
A matematikában azokat a valós vagy komplex számokat nevezik transzcendensnek, amelyek nem algebrai számok, amelyek tehát nem gyökei egész (vagy racionális) együtthatós polinomnak, más szóval nem megoldásai
{\displaystyle a_{n}x^{n}+a_{n-1}x^{n-1}+\cdots +a_{1}x+a_{0}=0}
alakú egyenletnek, ahol n ≥ 1, az együtthatók egészek és nem mind egyenlőek nullával.
Noha majdnem minden szám transzcendens (azaz csak megszámlálható sok algebrai szám van az összes számok kontinuum számosságú halmazában Cantor, 1874), adott számról ezt általában igen nehéz belátni.
Az e számról Hermite 1873-ban igazolta, hogy transzcendens. Módszerét továbbfejlesztve Lindemann 1882-ben bebizonyította, hogy π is transzcendens. Ebből már következik a körnégyszögesítés megoldhatatlansága, azaz hogy nem lehet körzővel és vonalzóval adott négyzettel egyenlő területű kört szerkeszteni. Lindemann azt az erősebb állítást igazolta, hogy ha β1, ..., βn egymástól, a1, ..., an pedig nullától különböző algebrai számok, akkor
{\displaystyle a_{1}e^{\beta _{1}}+\cdots +a_{n}e^{\beta _{n}}\neq 0.}
Innen azonnal adódik, hogy π nem lehet algebrai, hiszen fennáll a nevezetes eiπ+1=0 Euler-összefüggés. 1934-ben Alekszandr Oszipovics Gelfond és Theodor Schneider egymástól függetlenül igazolták, hogy ha a∉{0,1}, a algebrai szám, b pedig irracionális algebrai szám, akkor ab transzcendens, ilyen szám például a √2√2.
Az 1960-as években Alan Baker bebizonyította, hogy ha α1, ..., αn nemnulla algebrai számok, amelyekre log α1, ..., log αn lineárisan függetlenek a racionális test fölött, akkor 1, log α1, ..., log αn lineárisan függetlenek az algebrai számok teste fölött.

## Bizonyítottan transzcendens számok
Számok, melyekről bebizonyították, hogy transzcendensek:
- ea, ha a nullától különböző algebrai szám (a Lindemann–Weierstrass-tétel alapján).
- π (a Lindemann–Weierstrass-tétel alapján).
- eπ, a Gelfond-állandó(wd), továbbá e−π/2=i i (a Gelfond–Schneider-tétel alapján).
- ab, ahol a algebrai és nem 0 vagy 1, b pedig irracionális algebrai szám (a Gelfond–Schneider-tétel alapján), különösen:

{\displaystyle 2^{\sqrt {2}},} a Gelfond–Schneider-állandó (vagy Hilbert-féle szám).
- A lánctört-állandó, Carl Ludwig Siegel (1929)

{\displaystyle {1+{\cfrac {1}{2+{\cfrac {1}{3+{\cfrac {1}{4+{\cfrac {1}{5+{\cfrac {1}{6+\ddots }}}}}}}}}}}}
- sin(a), cos(a) és tan(a), valamint multiplikatív inverzük: cosec(a), sec(a) és cot(a), bármely nem nulla a algebrai számon véve (a Lindemann–Weierstrass-tétel alapján).
- a koszinuszfüggvény attraktív fixpontja, ami a {\displaystyle cos(x)=x} egyenlet egyetlen megoldása (a Lindemann–Weierstrass-tétel alapján).[2]
- ln(a), ha a algebrai szám és nem 1, a logaritmusfüggvény bármely ágán (a Lindemann–Weierstrass-tétel alapján).
- W(a), ha a algebrai szám és nem 0, a Lambert-féle W-függvény bármely ágán (a Lindemann–Weierstrass-tétel alapján).
- Γ(1/3),[3] Γ(1/4),[4] és Γ(1/6).[4] a Gamma-függvény adott értékei.
- {\displaystyle C}, a Cahen-állandó(wd) (0,64341054629...).[5]
- {\displaystyle C_{10}}, a Champernowne-állandó (0,12345678910111213141516...) .[6][7]
- {\displaystyle \Omega }, a Chaitin-állandó(wd) (ugyanis értékét nem lehet kiszámítani).[8]
- a Fredholm-szám[9][10]

{\displaystyle \sum _{n=0}^{\infty }2^{-2^{n}}}
vagy általánosabban bármely, a következő alakban felírható szám:
{\displaystyle \sum _{n=0}^{\infty }\beta ^{2^{n}}}
ahol 0 < |β| < 1 és β algebrai szám.
- {\displaystyle L}, a Liouville-állandó(wd)

{\displaystyle \sum _{n=1}^{\infty }10^{-n!};}
vagy általánosabban bármely, a következő formában felírható szám:
{\displaystyle \sum _{n=1}^{\infty }\beta ^{n!}}
ahol 0 < |β| < 1 és β algebrai szám.
- {\displaystyle \tau }, a Prouhet–Thue–Morse-állandó(wd).[12][13]
- bármely szám, melynek számjegyei valamely számrendszerben Sturmian-szót(wd) képeznek.[14]
- bármely β > 1-re

{\displaystyle \sum _{k=0}^{\infty }10^{-\left\lfloor \beta ^{k}\right\rfloor };}
ahol {\displaystyle \beta \mapsto \lfloor \beta \rfloor } az egészrész-függvény.

## Nem bizonyítottan transzcendens számok
Számok, melyekről még nem ismert, hogy transzcendensek vagy algebrai számok:
- A π és az e legtöbb összege, szorzata, hatványa stb., pl. π + e, π − e, πe, π/e, ππ, ee, πe, π√2, eπ2 nem ismert, hogy racionális, algebrai irracionális vagy transzcendens. Fontos kivételek a π + eπ, πeπ és az eπ√n (bármely pozitív egész n-re), melyekről bebizonyosodott, hogy transzcendensek.[15][16]
- A γ Euler–Mascheroni-állandó  (amiről még az sem ismert, hogy irracionális-e).
- A Catalan-állandó, amiről szintén nem ismert, hogy irracionális-e.
- A ζ(3) Apéry-állandó, (amit Apéry irracionálisnak talált)
- A Riemann-féle zéta-függvény páratlan egész helyen vett függvényértékei – ζ(5), ζ(7), ... – (nem ismert, hogy irracionális-e)
- A δ és α Feigenbaum-állandók
- A Mills-állandó.

Kapcsolódó sejtések:
- Schanuel-sejtés
- négy exponenciális-sejtés.

## Általánosítás
Általánosan, ha {\displaystyle L/K} testbővítés, akkor lehet beszélni arról, hogy {\displaystyle L} egyes elemei algebraiak vagy transzcendensek {\displaystyle K} fölött.

## Történetük
Nagy 18. századi matematikusok, mint  Gottfried Wilhelm Leibniz (omnem rationem transcendunt) és Leonhard Euler már rendelkeztek a transzcendencia fogalmával, habár nem adtak rá egzakt definíciót. Euler nehezen megfogható számokról beszélt, melyeket túllépik az algebrai módszerek hatását. 1748-ban Introductio in Analysin Infinitorum című tankönyvében arról írt, hogy ha {\displaystyle a\neq 1} pozitív racionális szám, és {\displaystyle b} pozitív egész szám, ami nem négyzetszám, akkor {\displaystyle a^{\sqrt {b}}} nem algebrai, de nem irracionális; ez utóbbin algebrai irracionális számot értve. Ezt 1934-ben egy általánosabb eredmény részeként bizonyította az orosz Alekszandr Oszipovics Gelfond, illetve a német Theodor Schneider is igazolta. A két bizonyítás lényegi pontokon különbözik.
Joseph Liouville 1844-ben elsőként látta be transzcendens számok létezését, sőt explicit konstrukcióval példát is adott. Cikkében megmutatta, hogy minden {\displaystyle x} legalább másodfokú algebrai számhoz van egy {\displaystyle c>0} konstans, hogy minden {\displaystyle p/q} approximációra:
{\displaystyle \left|x-{\frac {p}{q}}\right|>{\frac {c}{q^{n}}}}
Innen következik, hogy a Liouville-konstans is transzcendens:
{\displaystyle L=\sum _{k=1}^{\infty }10^{-k!}=0{,}110001000000000000000001000\dots }
Lásd: Beweis des Approximationssatz von Liouville im Beweisarchiv.
Georg Cantor 1874-ben belátta, hogy nemcsak hogy vannak transzcendens számok, hanem hogy majdnem minden valós szám transzcendens. Cantor konkrétan azt látta be, hogy az algebrai számok halmaza megszámlálható (számossága megegyezik a természetes számok halmazával), miközben a valós számok halmaza ennél nagyobb, kontinuum számosságú.
Az {\displaystyle e} és a {\displaystyle \pi } transzcendenciáját Charles Hermite, illetve Ferdinand von Lindemann vezette le elsőként. Ezeket a bizonyításokat más matematikusok sokat egyszerűsítették, David Hilbert (1862–1943) bizonyítása 1893-ban jelent meg, „Über die Transcendenz der Zahlen {\displaystyle e} und {\displaystyle \pi }“ című dolgozatában.
Lásd:b:de:Beweisarchiv: Algebra: Körper: Transzendenz von e und π.

## Fordítás
Ez a szócikk részben vagy egészben  a   Transzendente Zahl című német Wikipédia-szócikk fordításán alapul.  Az eredeti cikk szerkesztőit annak laptörténete sorolja fel. Ez a jelzés csupán a megfogalmazás eredetét és a szerzői jogokat jelzi, nem szolgál a cikkben szereplő információk forrásmegjelöléseként.